# Lippenhuizen
Lippenhuizen (Fries: Lippenhuzen) is een dorp in de gemeente Opsterland, in de Nederlandse provincie Friesland. Het ligt ten oosten van Gorredijk en ten noorden van Jubbega.
In 2023 telde het dorp 1.320 inwoners. Onder het dorp vallen ook de buurtschappen Haneburen, Vosseburen en Welgelegen (deels).
Het noordelijke deel van de weg de Singel in Jubbega ligt feitelijk op het grondgebied van Lippenhuizen. Bij de bebouwde kom heeft de bewoning desondanks wel postadres Jubbega maar daarbuiten is de bewoning aan de Singel verdeeld over Jubbega en Lippenhuizen.

## Geschiedenis
Het dorp is vrij oud en relatief gezien ook vrij vroeg groot geweest. In 1315 werd de plaats voor het eerst gemeld, als Luppingahusum. In 1505 werd het vermeld als Kobunderhuysum alias Leppenhuysum. In 1573 als Koebunderhwijsum en in 1622 als Leppenhuysen. In 1718 werd de plaats weer geduid als Lippenhuysen al eer Kabunderhuizen.
De plaatsnaam zou zijn zijn afgeleid van het geslacht Luppinga, dus een nederzetting van deze familie. Wegens de vervorming van die geslachtsnaam werd er in het Oud-Nederlands kobunder van gemaakt, wat een oude benaming is voor een kievit. Gedacht werd aan de Friese namen lip en ljip voor de vogel.
In 1840 had het dorp 1002 inwoners.
Van 1884 tot 1947 had Lippenhuizen een halte aan de Tramlijn Heerenveen - Drachten.

## Bouwwerken

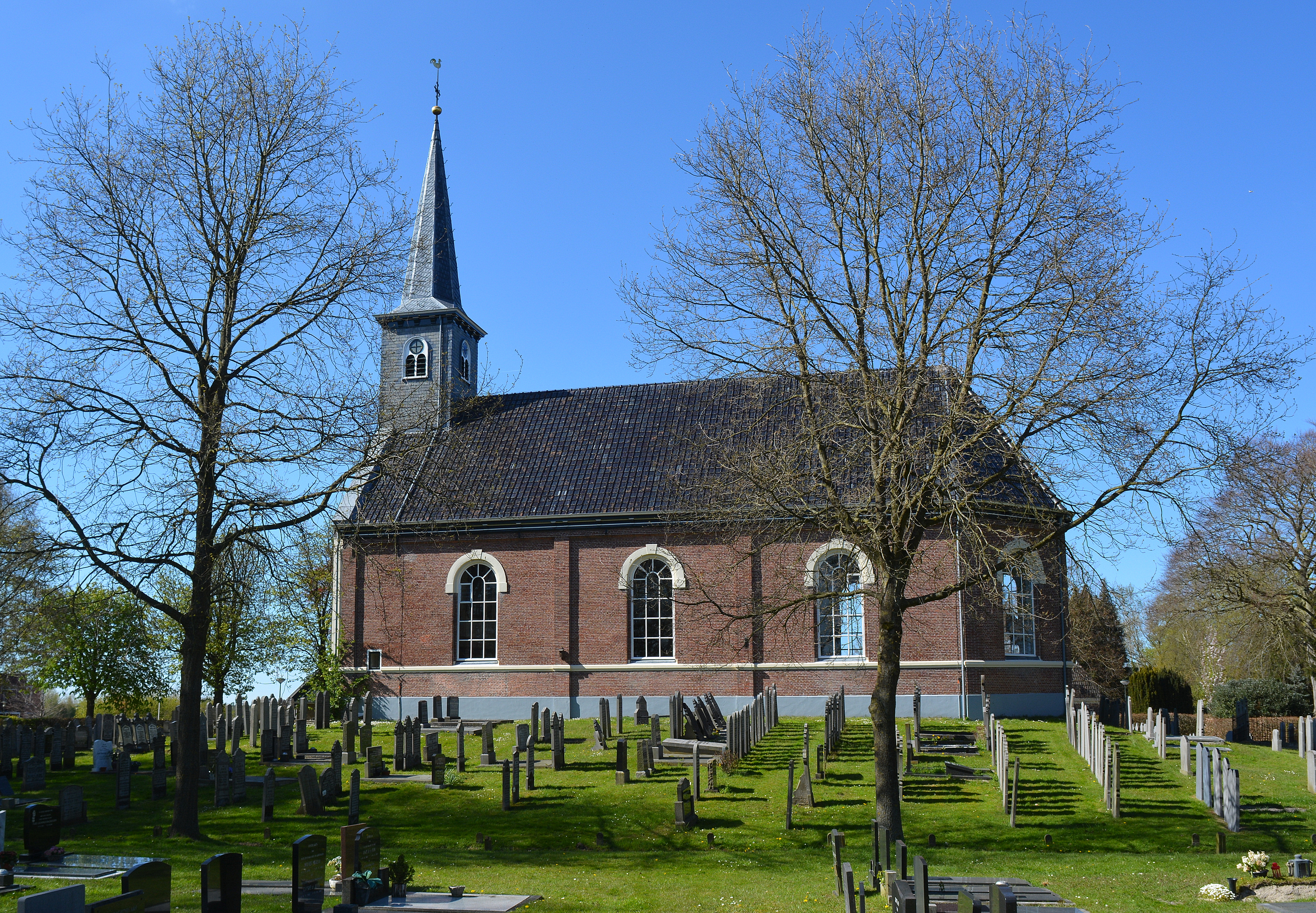
Piterkerk
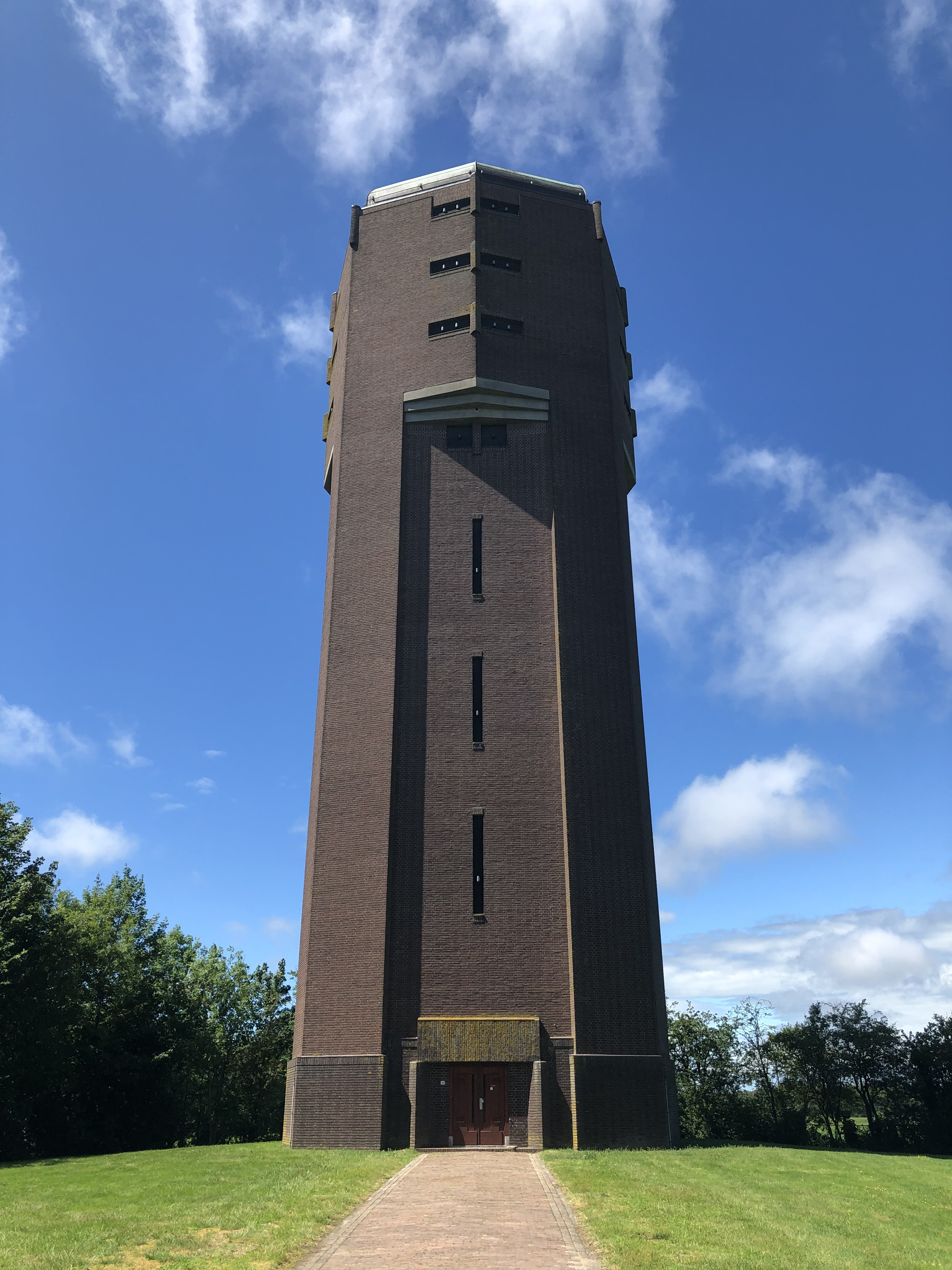
Watertoren
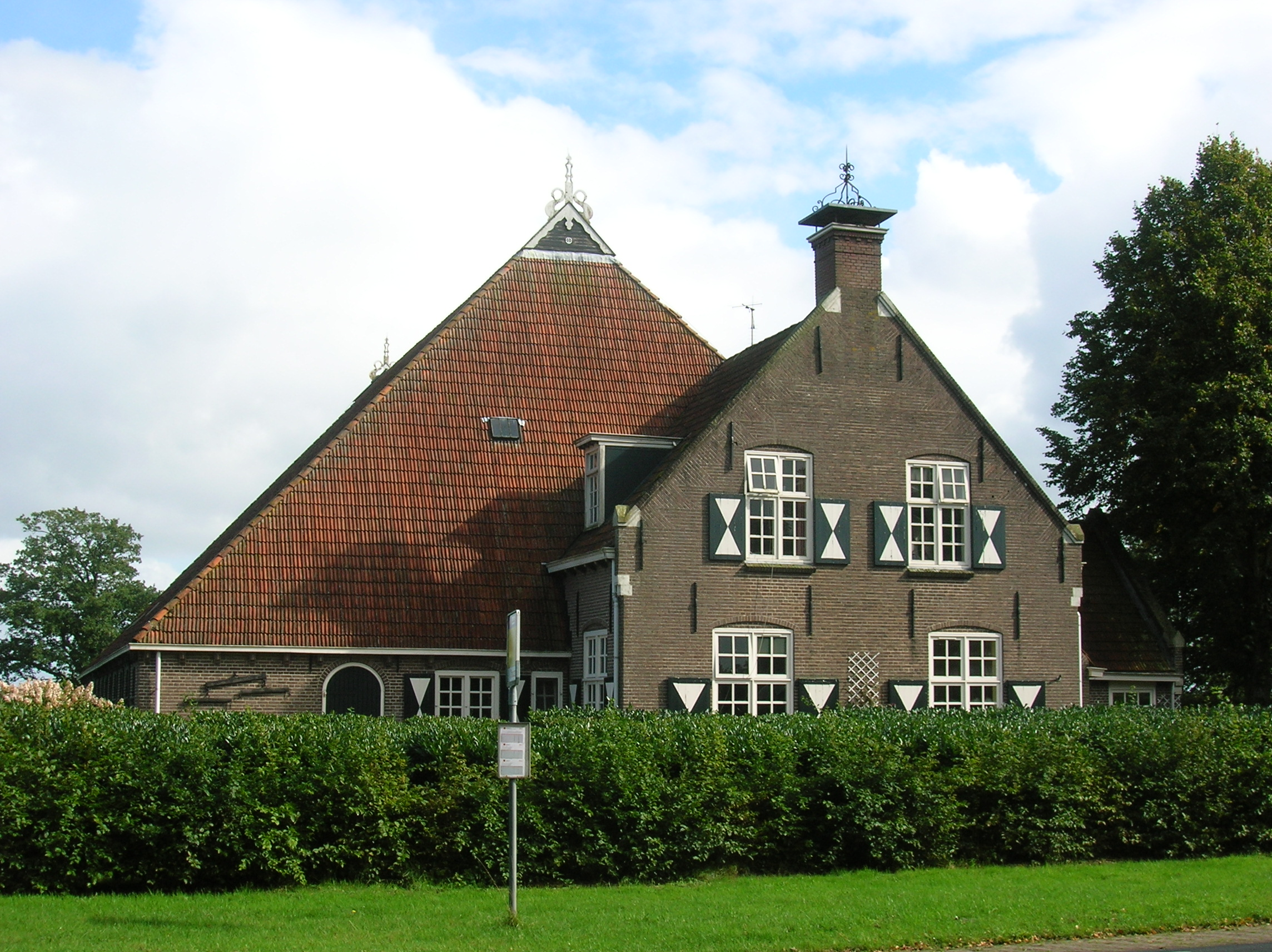
Boerderij

## Sport en recreatie
- SV THOR, voetbalvereniging

## Geboren in Lippenhuizen
- Klaas Bouma (1914-1944), schilder en tekenleraar
- Reinoudina de Goeje (pseudoniem Agatha; 1833-1893), kinderboekenschrijfster
- Foppe de Haan (1943), voetbaltrainer
- Evert Zandstra (1897-1974), schrijver van Nederlands- en Friestalige romans